# La Foire aux gangsters
La Foire aux gangsters est la cinquantième histoire de la série Spirou et Fantasio d'André Franquin et Jidéhem. Elle est publiée pour la première fois dans Spirou du no 1034 au no 1045.

## Univers

### Synopsis
Un étrange individu, Soto Kiki, se rend chez Spirou et Fantasio, après s'être débarrassé de deux gorilles qui voulaient le kidnapper. Après avoir prouvé l’efficacité du judo aux deux héros, il sollicite leur aide afin de protéger la progéniture du riche John P. Nut, menacée par la bande du gangster Lucky Caspiano. Pour ce faire, il commence par leur enseigner le judo.
Cependant, quelques jours après, Soto Kiki appelle Spirou en lui disant de se rendre à la baraque des boxeurs de la foire de la place Saint-Pancrace, où le bandit retient le fils de John P. Nut en otage. Peu après, la voiture du japonais est expulsée de la route par la bande de Caspiano.
Spirou se rend sur place, et avec l'aide de Bertrand — l'un des boxeurs, un géant un peu sentimental qui s'est attaché à l'enfant —, parvient à fuir en assommant tous les bandits. En rentrant, il apprend que l'enfant est en réalité le fils du milliardaire Honeysuckle et que Kiki était un rival de Caspiano, également sur le coup. Grâce à Spirou, l'enfant est donc sauvé et les bandits, tous mis sous les verrous.

### Personnages

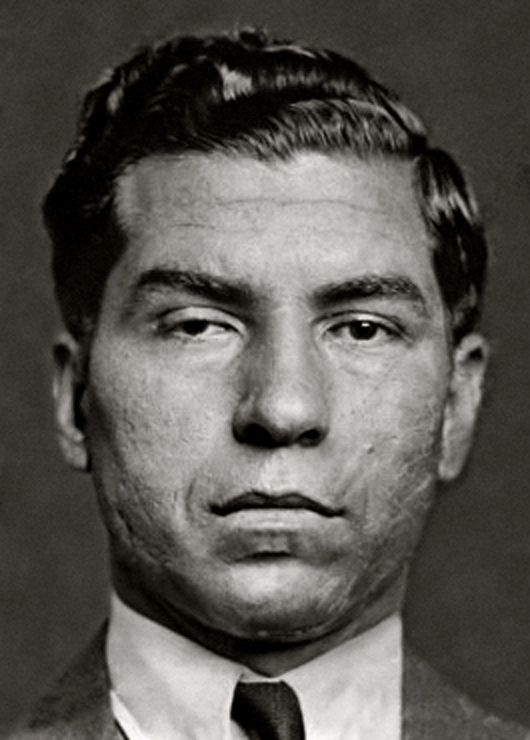
Lucky Luciano (vu ici en 1936) est parodié en Lucky Caspiano dans La Foire aux gangsters.

- Spirou
- Fantasio
- Spip
- Le marsupilami
- Soto Kiki (première apparition)
- Gaston Lagaffe
- Bertrand (première apparition)
- John P. Nut
- le bébé de John P. Nut
- Lucky Caspiano

## Historique
Dans les années 1950, Charles Dupuis souhaite que la série vedette soit présente chaque semaine dans les pages du journal Spirou. Entre chaque grande aventure, André Franquin peut se détendre avec une histoire courte, sur un ton plus fantaisiste et humoristique. Ainsi en 1957, la longue histoire Le Voyageur du Mésozoïque est suivie par l'histoire plus courte Vacances sans histoires. Mais à la fin de la publication de celle-ci en janvier 1958, c'est une autre histoire courte qui lui succède intitulée La Foire aux gangsters.
En 1958, André Franquin est alors très occupé, en plus de la série vedette du journal Spirou, il dessine les animations et la chronique auto. Pour le journal Tintin, il anime Modeste et Pompon depuis plusieurs années. Dupuis a aussi l'idée de fournir des histoires inédites à des journaux français pour mieux faire connaitre le personnage dans le pays. Il est obligé de transformer sa vie professionnelle pour faire face à ses multiples travaux. Il ouvre un atelier avenue du Brésil à Ixelles et recrute des assistants comme Jean Roba ou Jidéhem. C'est ce dernier qui aide André Franquin sur cette histoire, collaborant ainsi pour la première fois à la série Spirou et Fantasio. Ils travaillent à deux au dessin en alternant la composition des cases, mais c'est toujours André Franquin qui dessine les personnages. Jidéhem est à l'aise sur cette histoire pour dessiner les décors urbains, puisque dans le journal Héroïc-Albums, dont il vient, il dessinait la série Ginger, qui relevait du polar noir.
La Foire aux gangsters commence sa publication dans le no 1034 du 6 février 1958, au rythme de deux planches par numéro. La publication prend fin dans le no 1045 du 24 avril 1958, trois semaines avant la publication de l'histoire Le Prisonnier du Bouddha, la nouvelle grande aventure de Spirou et Fantasio. En 1960, elle est publiée dans l'album Le Nid des marsupilamis en compagnie de l'histoire éponyme. Pour cette occasion, l'histoire est remontée pour coller au format d'album, mais fait disparaître les « suspenses de bas de page » mis au point pas l'auteur lors de la publication dans le journal Spirou,.

## Analyse

### Humour
Comme souvent avec les histoires d'André Franquin, les éléments humoristiques de La Foire aux gangsters permettent de dédramatiser la situation.
Les premiers gags mettent en scène le japonais Soto Kiki. Son nom est un calembour reposant sur la déformation d'un prénom exotique, pratique très en vogue dans la bande dessinée de l'époque. André Franquin reconnaitra plus tard que le nom en question ne sonne pas vraiment japonais, mais à la fin des années 1950, les sons étrangers sont peu familiers pour les lecteurs français et belges.
L'auteur joue ensuite sur le contraste entre la force du personnage et son physique chétif. Soto Kiki bat facilement à mains nues deux gros gaillards, alors que le lecteur s'attendait à ce que ce soit lui qui prenne les coups. Quelques cases plus loin, sans sommation, il attaque Spirou et celui-ci ne peut rien faire, face aux prises répétées du japonais.
Le thème humoristique du colosse rossé par un plus petit est repris plus tard dans la planche 10A : alors que Jo la Java (dont l'apparence laisse deviner qu'il pèse plus qu'un simple poids moyen) fonce tête baissée sur Spirou, l'écureuil Spip le fait tomber en mettant un pneu sous ses pieds.
En outre, en plein milieu de l’histoire, Franquin fait intervenir Gaston, qui, fidèle à sa réputation, produit une série de gaffes — comme celle de reconnaître et nommer Spirou, alors en train de se cacher des gangsters qui le poursuivent...

### Style

#### Narration
La Foire aux gangsters est la toute première collaboration entre André Franquin et Jidéhem dans l'univers de Spirou et Fantasio.
Créé après Vacances sans histoires, qui introduisait la nouvelle Turbotraction, et avant Le Prisonnier du Bouddha, ce récit a un côté quelque peu particulier quant au travail de Franquin sur Spirou. C’est avant tout une vraie histoire de gangsters, de série noire, bien avant que le genre envahisse le grand écran.
Par ailleurs, le scénario, où le personnage de Fantasio est grandement absent, témoigne de la manière de travailler de l’auteur, c'est-à-dire l'improvisation. C'est ainsi qu'à la fin du récit, Franquin, se trouve un peu « coincé », scénaristiquement parlant, et ne s’en sort que par une « pirouette » transformant le personnage de Soto Kiki — situé au début du côté des « bons » — en vrai « méchant » de l’intrigue.

## Publication

### Revues
Spirou du no 1034 (6 février 1958) au no 1045 (24 avril 1958),.

### Album
L'histoire La Foire aux gangsters est l'une des deux aventures publiées dans l'album Le Nid des marsupilamis (Dupuis, (ISBN 2-8001-0014-1)).
L'épisode connaissait lors de sa publication originale une fin plus complète : Soto Kiki, sorti de l'hôpital, dépose une bombe dans la voiture du bandit Lucky Caspiano (qui meurt dans l'explosion), avant d'être arrêté par la police. Cette fin, jugée trop violente, a été coupée pour la sortie en album.